# Canthigaster punctatissima
Canthigaster punctatissima är en fiskart som först beskrevs av Günther 1870.  Canthigaster punctatissima ingår i släktet Canthigaster och familjen blåsfiskar. IUCN kategoriserar arten globalt som livskraftig. Inga underarter finns listade.